# Marko Kitti
Marko Kitti (Turku, 11 de julho de 1970) é um escritor finlandês. Ele publicou três livros de ficção.
Kitti escreve desde 1992. Depois de abandonar os estudos, trabalhou como assistente de almoxarifado, como serralheiro, faxineiro, assistente de professor, propaganda de televisão e designer gráfico para páginas da Internet.